# Вануату на літніх Олімпійських іграх 2020
Вануату на літніх Олімпійських іграх 2020 представляли три спортсмени в трьох видах спорту.